# 埃斯费尔德
埃斯费尔德是德国莱茵兰-普法尔茨州的一个市镇。总面积1.40平方公里，总人口68人，其中男性33人，女性35人（2011年12月31日），人口密度49人/平方公里。